# قرينة الانزعاج
قرينة الانزعاج
هي مقياس لدرجة انزعاج (عدم راحة) الإنسان في ظل ظروف مناخية معينة, وتعد درجة الحرارة والرطوبة النسبية من أهم العناصر المناخية التي تحدد عدم راحة الإنسان, وقد وضعت علاقات لحساب قرينة الانزعاج, منها قرينة توم Thome  عام 1957م:
قرينة الانزعاج = ح- (1-.01هـ)(ح-14.5)
حيث:
ح= درجة حرارة الهواء (مئوية)
هـ= الرطوبة النسبية (%)
ويشعر الإنسان بالانزعاج فيما إذا راتفعت القرينة إلى أكثر من 24, وبوجه عام, فإن أفضل درحات حرارة يشعر الإنسان عندها بعدم الانزعاج هي ما كانت بين 18-24 مئوية, وخارج ذلك المجال الحراري يبدأ الانزعاج.
المصدر
المعجم الجغرافي المناخي